# 皇家穆斯克龙精英 (旧足球俱乐部)
皇家穆斯克龙精英（法語：Royal Excelsior Mouscron）是比利时曾经的一个足球俱乐部，位于埃诺省穆斯克龙，曾比赛于比利时足球甲级联赛，俱乐部在1964年7月1日由标准穆斯克龙和ARA穆斯克龙合并而成。俱乐部主体育场为炮手球场（Stade Le Canonnier）。
皇家穆斯克龙精英在2004-05赛季遇到了财政问题，导致俱乐部前主席，穆斯克龙市长让-皮埃尔·德特雷姆里（Jean-Pierre Detremmerie）下台，主席之位由爱德华·范达勒（Edward Van Daele）取代。 但是还是有一些高薪主力球员寻求离队。俱乐部在2005-06赛季的甲级联赛中排名第14。
2009年12月28日，球队终因财政原因被逐出联赛，当季所有赛果都被取消，俱乐部终止存在，所有球员及职员成为自由人。2010年3月，新的皇家穆斯克龍精英（Royal Excel Mouscron）成立。

## 球队荣誉
- 比利时足球乙级联赛:
  - 亚军 (1次): 1993-94
- 比利时足球乙级联赛决赛阶段:
  - 冠军 (1次): 1996
- 比利时杯:
  - 亚军 (2次): 2001-02, 2005-06

## 欧战纪录
更新至2006年, 3月5日:
| 赛事       | 参赛次数 | 比赛场次 | 胜 | 平 | 负 | 进球 | 失球 |
| ---------- | -------- | -------- | -- | -- | -- | ---- | ---- |
| 歐洲足協盃 | 2        | 8        | 2  | 3  | 3  | 11   | 15   |